# Antares (raket)

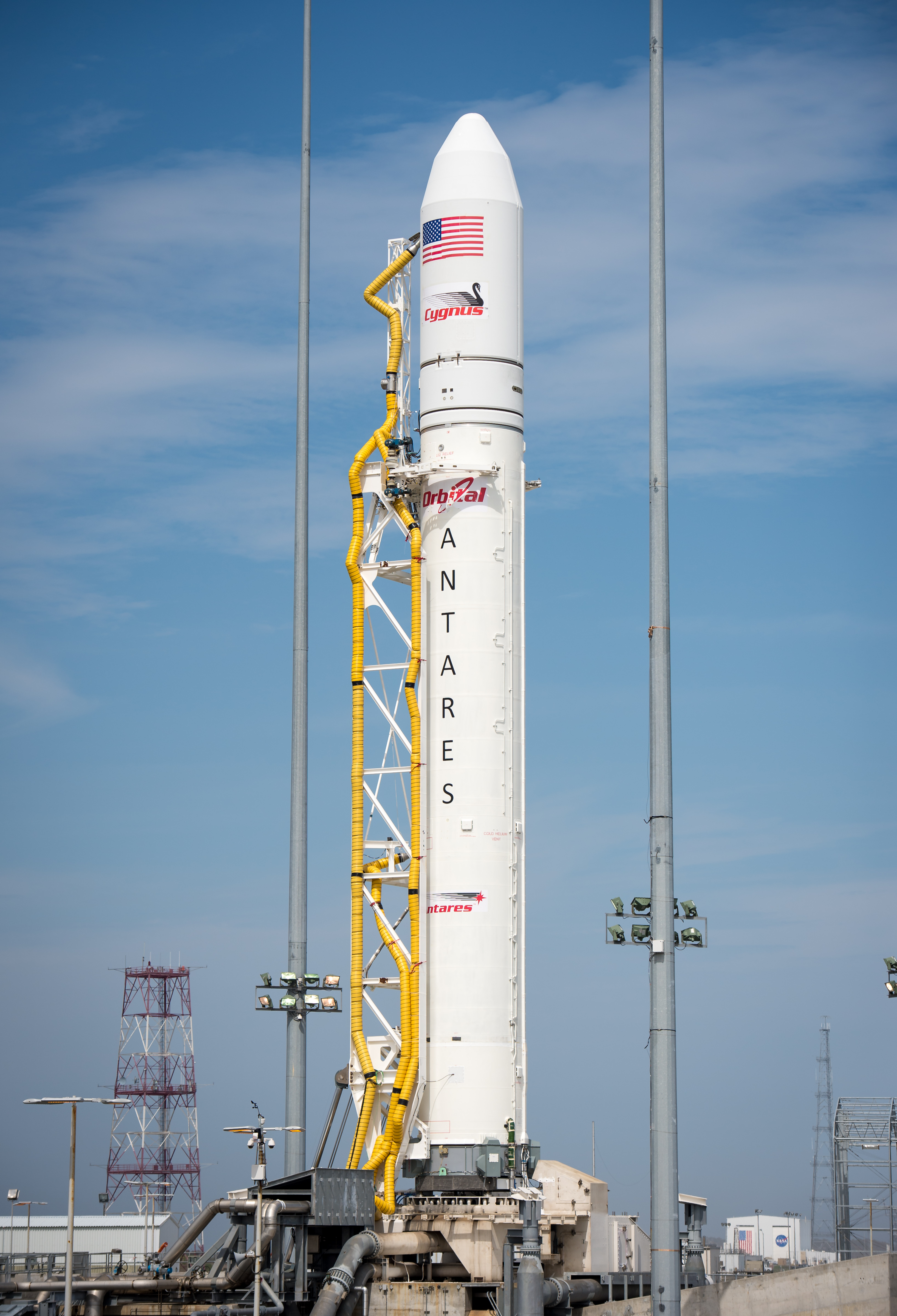
de Antares A-ONE voor de lancering

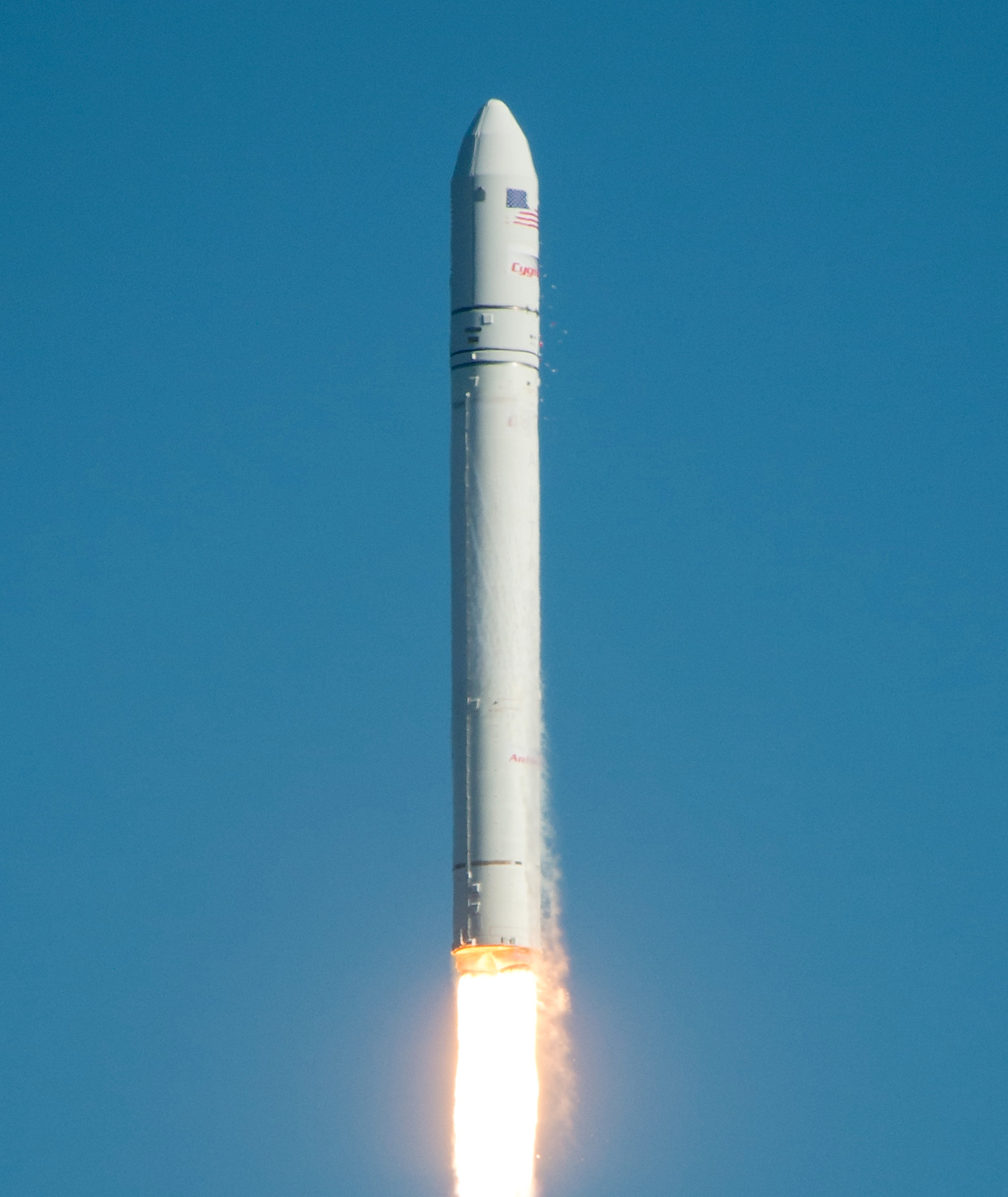
Lancering van de Antares A-ONE op 21 april 2013

Antares is een draagraket ontwikkeld door het Amerikaanse commerciële ruimtevaartbedrijf Orbital Sciences Corporation (sinds 2015 Orbital ATK en sinds 2018 Northrop Grumman Innovation Systems en sinds 2020 Northrop Grumman Space Systems). 
De eerste versie van de raket was in staat om een nuttige lading van ongeveer 5 ton in een baan rond de Aarde te brengen. Inmiddels is na diverse upgrades die vrachtcapaciteit naar 8 ton gegroeid. 
NASA heeft met Orbital Sciences een Commercial Resupply Services-contract afgesloten om onbemande bevoorradingsvluchten uit te voeren naar het internationaal ruimtestation ISS. Dit gebeurt met de Cygnus-module. De lanceringen gebeuren vanaf lanceerplatform LP-0A van de Mid-Atlantic Regional Spaceport (MARS) op Wallops Island in de staat Virginia.
Na de - door een probleem in de turbopomp van de eerste trap - mislukte lancering bij de vijfde missie in oktober 2014 werd het ontwerp aangepast met een nieuwe raketmotor voor de eerste trap (Russische Energomasj RD-181). Missies die hierdoor moesten worden uitgesteld werden in deze periode overgeboekt naar de Atlas V-draagraket van United Launch Alliance.

## Beschrijving

### Antares 100-serie
Antares is een tweetrapsraket. De eerste trap van de Antares 100 gebruikte tot de mislukte lancering van 2014 twee Aerojet Rocketdyne-AJ26-62-motoren; dit zijn gemodificeerde Koeznetsov-NK-33-vloeibarebrandstofmotoren. Deze motoren waren oorspronkelijk bedoeld om de Russische maanraket N1 aan te drijven.  
Het ontwerp van de brandstoftanks van de eerste trap is afgeleid van de Oekraïens-Russische Zenit-raket. Bij het opstijgen maakt de Antares een zogenaamd Baumgartner-manoeuvre waarbij de raket niet alleen verticaal afstand neemt van het lanceerplatform maar ook horizontaal. Door die manoeuvre worden de transporter-erector en de umbilicals niet aan vuur uit de motoren blootgesteld. 
De tweede trap is een Castor 30-vastebrandstofmotor, gebouwd door ATK (het vroegere Thiokol). Voor de eerste vluchten met de Antares 110-versie is dat een Castor 30A. Later zullen de Castor 30B bij de versies Antares 120, 121 en 122, en de Castor 30XL bij de Antares 130, 131 en 132 gebruikt worden. 
Daarboven komt dan de nuttige lading in een omkapping van 9,9 m hoog met een grootste diameter van 3,9 m. 
De totale lengte van de raket is 40 m. Doordat de tweede trap op vaste brandstof werkt staat de exacte hoeveelheid stuwkracht van die rakettrap vooraf vast. De versnelling kan echter wel worden aangepast door een lichte zigzagbeweging te maken waarbij een teveel aan stuwkracht in de zijwaartse beweging wordt afgevoerd. Na het afstoten van de eerste trap krijgt de boordcomputer van de tweede trap zijn exacte snelheid en traject via de telemetrie binnen waarop deze het exacte vervolgtraject berekent alvorens zijn motor te ontsteken zodat de vracht op de juiste snelheid in de juiste baan kan worden afgezet. Er zit dan ook ongeveer een halve minuut (soms langer) tussen het afstoten van de eerste trap en het ontsteken van de tweede trap.
Optioneel kan de Antares met een derde trap uitgerust worden. Ofwel is dit de "Bi-Propellant Third Stage" (BTS), ontworpen door Orbital zelf, die een hypergool brandstofmengsel gebruikt van hydrazine en distikstoftetraoxide. Ofwel kan een Star 48BV-rakettrap gebruikt worden die ook voor een aantal Minotaur-configuraties wordt gebruikt en wel als kick-stage aan andere raketten wordt toegevoegd. Deze werkt op vaste brandstof.

### Antares 230
Na een ongeluk in oktober 2014 werd de Antares aan de grond gehouden door een niet gespecificeerd falen van de turbopomp van een van de AJ26-motoren. Vanaf het voorjaar van 2016 moest de Antares-raket weer vliegen maar dit werd enkele malen uitgesteld. De Antares 200 zal dan de Antares 100 vervangen. 
De Antares 200 gebruikt twee Energomasj RD-181-motoren omdat de AJ26 van de Antares 100 door zijn ouderdom (gemodificeerde restanten van de Russische N1-maanraket uit de jaren 60) en de mislukte lancering in oktober 2014 niet meer betrouwbaar werd geacht. Deze modificatie stond al op de planning maar is na het ongeluk versneld doorgevoerd. 
De Antares 230 vloog het eerst in oktober 2016. De RD-181 is grotendeels gelijk aan de RD-191 die voor de Angara-raket is ontworpen maar is op enkele punten aangepast om aan Amerikaanse eisen te voldoen.

### Antares 230+
De volgende upgrade die voor het CRS2-programma werd uitgevoerd, is de Antares 230+, een verbeterde uitvoering van de Antares 230. Op deze versie zijn de ruimtes tussen de brandstoftanks verstevigd zodat de raket een hogere dynamische druk aankan en tijdens Max-Q (het moment waarop de atmosferische druk het hardst op de neus van de raket drukt) met 100 procent vermogen kan blijven vliegen. Bijna alle andere raket-types moeten tijdens Max-Q gas terugnemen om zichzelf niet te beschadigen. Brandstoftechnisch is het terugnemen van stuwkracht minder effectief omdat daardoor langer tegen de zwaartekracht moet worden gevochten en daar meer energie mee verloren gaat. 
Ook is op de Antares 230+ de tweede trap, de Castor-30XL, in prestatie verbeterd door hem lichter te bouwen. Tests hadden uitgewezen dat de behuizing van de eerdere uitvoering robuuster dan nodig was gebouwd. De Antares 230+ debuteerde op vlucht NG-12.
Bij vlucht NG-11 was de neuskegel al met een luik uitgerust waardoor op het laatste moment nog vracht aan boord van de Cygnus gebracht kan worden.

### Antares 330
De aanvankelijk voorgestelde Antares 300-serie werd uiteindelijk niet gepland. Deze zou verlengde brandstoftanks hebben waardoor het vermogen van de RD-181 maximaal benut zou kunnen worden.
Na de Russische invasie van Oekraïne sinds 2022 raakte de Russische RD-181 door een handelsembargo niet meer beschikbaar. De levering van de Oekraïense romp van de eerste trap was door het oorlogsgeweld ook niet langer mogelijk. Er was dus een nieuwe eerste trap nodig.
Voor de ontwikkeling van een nieuwe eerste trap voor de Antares 330 sloot Northrop Grumman op 8 augustus 2022 een contract met Firefly Aerospace dat de nieuwe Miranda-motoren voor de Antares zal leveren. De Antares 330 zal zeven van deze motoren bevatten en volledig van Amerikaanse bodem komen.
Ook de nieuwe romp van de eerste trap wordt door Firefly geleverd. Firefly was reeds begonnen met de ontwikkeling van de Miranda-motor voor hun toekomstige mediumklasse draagraket (voorlopige werknaam Firefly MLV), die een grotendeels gelijke eerste trap zal hebben, maar een andere tweede trap. 
De vrachtcapaciteit van Antares neemt met de 330-uitvoering significant toe volgens Northrop Grumman. 
De Antares 330 kan vanaf dezelfde lanceerinstallatie als de Antares 230+ worden gelanceerd.

## Configuraties
De verschillende configuraties van de Antares worden aangeduid met drie cijfers.
- Het eerste cijfer geeft de versie van de eerste trap aan. Tot het ongeluk van 2014 was dat een "1". Vanaf de eerste vlucht (in oktober 2016) met de vernieuwde eerste trap is dat een "2". De volgende revisie zal volgnummer "3" hebben.
- Het tweede cijfer geeft het type aan van de tweede trap:
  - 1 = Castor 30A
  - 2 = Castor 30B
  - 3 = Castor 30XL
- Het derde cijfer geeft het type aan van de derde trap:
  - 0 = geen derde trap
  - 1 = BTS
  - 2 = Star 48BV
- De toevoeging “+” geeft aan dat het om de verbeterde versie gaat.

## Lanceringen

### Eerste lancering
De eerste lancering van de raket, Antares A-ONE, was een Antares 110 die op 21 april 2013 om 21:00 UTC vanop de Mid-Atlantic Regional Spaceport op Wallops Island met succes werd gelanceerd. De raket bracht de Cygnus Mass Simulator (CMS), een satelliet van 3.800 kg met testapparatuur aan boord, in een lage baan om de Aarde. De CMS zette op zijn beurt vier kleine CubeSats uit: drie daarvan van NASA's Ames Research Center waren PhoneSats, genaamd Alexander, Graham en Bell en waren bedoeld om het gebruik van commerciële mobiele telefonie te testen voor het controleren van een ruimtetuig. De vierde CubeSat was Dove-1, een demonstratiesatelliet van de Californische maatschappij Cosmogia Inc.

### Tweede lancering
De tweede Antares 110 had de eerste onbemande Cygnus-vrachtmodule van Orbital Sciences aan boord. De raket werd op 18 september 2013 om 14:58 UTC gelanceerd vanop Wallops Island.

### Vijfde lancering (Orb-3)

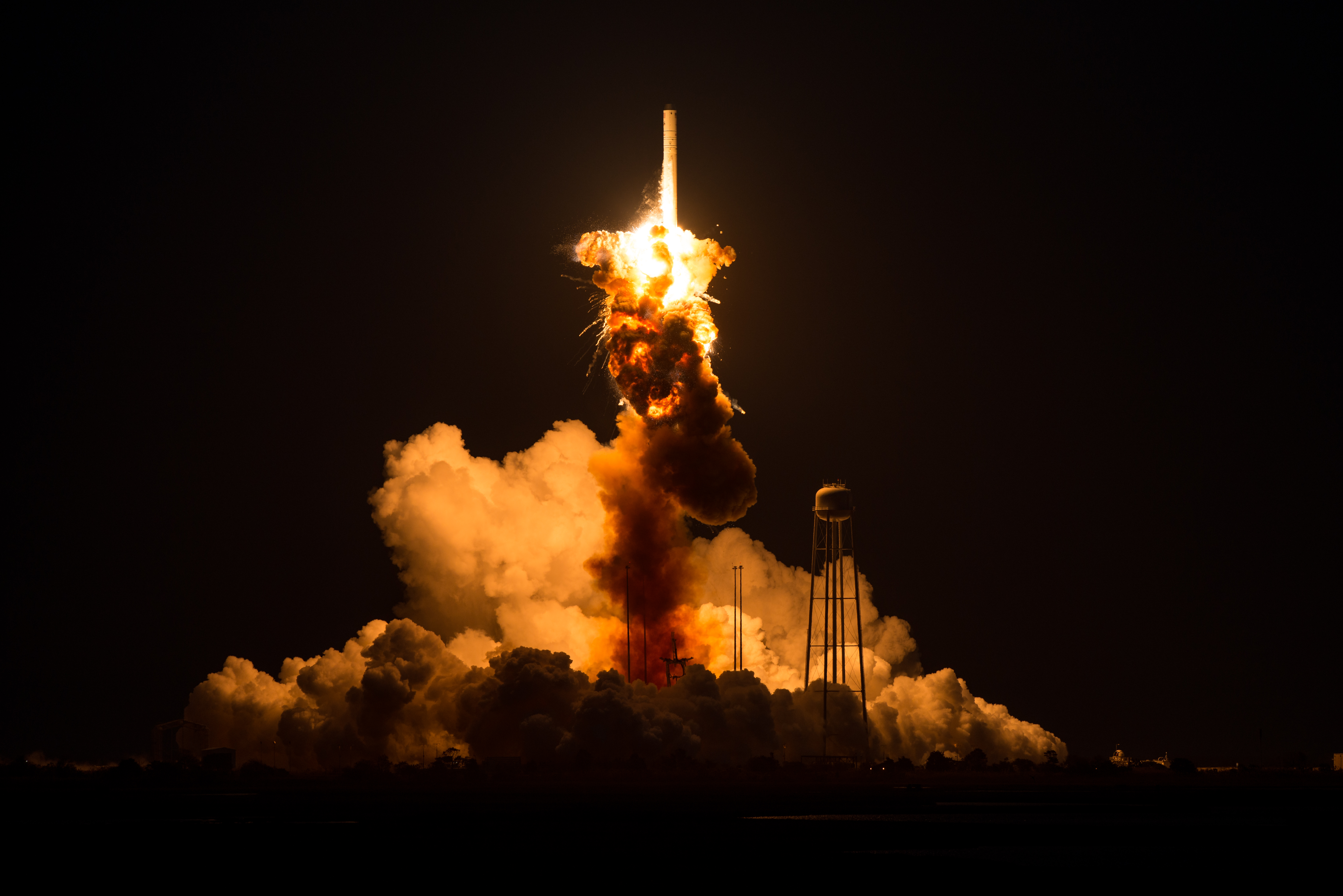
D Antares ontploft vlak na de lancering op 28 oktober 2014

Bij de lancering op 28 oktober 2014 is de vijfde Antares kort na de lancering ontploft. De Antares 130 vervoerde twee CubeSats en het onbemande bevoorradingsschip Cygnus voor missie CRS-ORB3. Zowel de raket als de vracht ging verloren. Er vielen geen slachtoffers. De schade aan het lanceerplatform werd geraamd op $ 20 miljoen.. 
De exacte oorzaak werd nooit gevonden, maar naar alle waarschijnlijkheid ging er iets mis in de turbopomp. De falende AJ-26-raketmotor die eigenlijk een opgeknapte NK-33 uit de jaren 1970 was werd niet langer vertrouwd en vervangen door een RD-181. Aerojet Rocketdyne, dat de falende raketmotor had geleverd, schikte uiteindelijk voor een bedrag van 50 miljoen dollar met Orbital ATK.

### Zesde lancering (OA-5)
Het zou na de mislukte vlucht Orb-3 bijna twee jaar duren voor er weer een Antares zou vliegen. De zogenaamde return to flight-vlucht met ISS-bevoorradingsmissie CRS-5/OA-5 vond plaats op 17 oktober 2016 (18 oktober 1:45 uur Nederlandse tijd), na enkele malen te zijn uitgesteld. Dit was de eerste vlucht met de vernieuwde Antares 230. Deze gebruikte een RD-181-hoofdmotor en een Castor 30XL-tweede trap en bracht een stretched Cygnus-vrachtschip in een lage baan om de aarde.

### Elfde vlucht (NG-12)
Tijdens de elfde vlucht werd voor het eerst met de Antares 230+ gevlogen. Deze kan door een aantal verbeteringen meer nuttige lading lanceren.

## Positie op de lanceermarkt
De Antares is tot op heden niet voor andere hoofdladingen dan Cygnus-ruimtevaartuigen geboekt. Toen Orbital de Antares ontwierp, was de Delta II de meest gelanceerde Amerikaanse raket. De Antares moest ook op dit marktsegment van middelzware satellieten mikken. De markt is sindsdien echter veranderd. Sinds 2010 zijn er aan de ene kant zware satellieten die veel krachtiger draagraketten als de Proton-M, Ariane 5, Atlas V en de Falcon 9 nodig hebben. Aan de andere kant zijn er lichtere satellieten waarvoor veel kleinere draagraketten al geschikt zijn. Daarnaast zijn er vergelijkbare Russische, Indiase en Chinese raketten die veel goedkoper zijn.

## Trivia
- In de ontwikkelingsperiode werd de Antares tot onder de werknaam Taurus II ontwikkeld. In de media werd de "Taurus II" met een ander type raket van Orbital Sciences corp, de Taurus XL, verward toen er in 2011 een Taurus XL-vlucht mislukte. De Taurus II werd al snel hernoemd tot Antares en de Taurus XL werd later na een upgrade van de besturingselektronica hernoemd tot Minotaur-C.